# Kölntriangle
KölnTriangle (anciennement également connu sous le nom de LVR-Turm) est un bâtiment haut de 103,2 mètres situé dans le quartier de Deutz à Cologne, en Allemagne. Le bâtiment, conçu par Dörte Gatermann du cabinet d'architecture Gatermann + Schossig de Cologne, est achevé en 2006. Sa façade sud se compose d'une double façade, permettant une ventilation naturelle même aux étages supérieurs. À côté de la haute structure, une partie de KölnTriangle est un immeuble de bureaux beaucoup plus grand de six étages avec une superficie totale de 84,300 m².
KölnTriangle est le siège de l'Agence européenne de la sécurité aérienne (EASA). Le dernier étage et le toit abritent une terrasse d'observation accessible au public avec vue panoramique sur la ville, en particulier la cathédrale de Cologne, juste en face du Rhin.